# 久米島射爆撃場
久米島射爆撃場（くめじましゃばくげきじょう、英語: Kume Jima Air Station）は、沖縄県久米島町真泊の珊瑚礁でできたオーハ島東方に位置する、アメリカ空軍が管轄する射撃場である。空軍・海軍・海兵隊が低空訓練をおこなっている。

## 概要
久米島射爆撃場は、主に米軍機が地上目標に降下し、射撃は行わないまま上昇する空対地模擬計器飛行訓練が行われている。日曜日を除き、連日のように訓練が実施されている。東側の出砂島射爆撃場と隣接している。
- 場所：久米島町（字奥武）
- 面積：2,000m2
- 管理部隊：米空軍 第18航空団第18運用群
- 使用部隊：空軍、海軍、海兵隊
- 使用主目的：空対地射爆撃場

空域: 368.64km2
海域: 10.76km2 

## 歴史
- 1962年9月14日、米軍使用開始。
- 1978年2月27日、施設管理権が海軍から空軍に移管[2]。

島全体が演習場として使用されているため、訓練の内容や使用弾薬等の情報が詳細に把握できていない。
うるま市議会は、この射撃場がオーハ島東方に位置し、東洋一のリーフ、「天国のような」と称されるハテの浜の一部を形成し、もずくの養殖場等があることから返還を求める意見書を提出している。
| 久米島における米軍基地 | 久米島における米軍基地 | 久米島における米軍基地                    |
| ---------------------- | ---------------------- | ----------------------------------------- |
| FAC6279                | 久米島航空通信施設     | 1973年、航空自衛隊に移管 (久米島分屯基地) |
| FAC6080                | 久米島射爆撃場         |                                           |